# جان آدامز دیکس
جان آدامز دیکس (به انگلیسی: John Adams Dix) سناتور سابق عضو حزب دموکرات ایالات متحده آمریکا بود. وی در سال ۱۸۴۵ تا ۱۸۴۹ میلادی سناتور ایالت نیویورک در سنای ایالات متحده آمریکا بود.